# Кампедел (Белуно)
Кампедел (итал. Campedel) је насеље у Италији у округу Белуно, региону Венето.
Према процени из 2011. у насељу је живело 46 становника. Насеље се налази на надморској висини од 731 м.